# Mohamed Kamel Amr

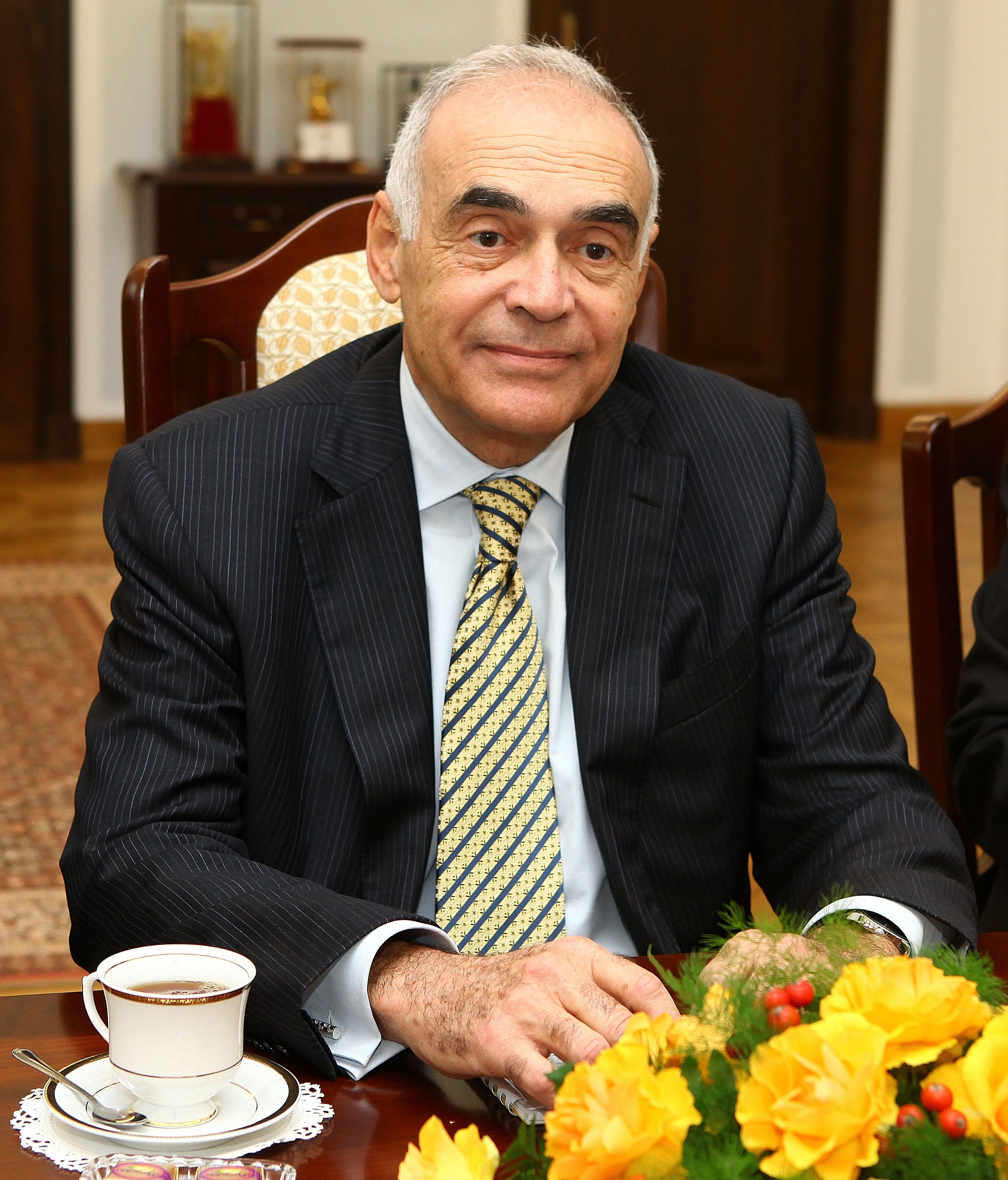
Mohamed Kamel Amr

Mohammed Kamel Amr (arabiska: محمد کامل عمرو), född 1 december 1942, är en egyptisk politiker och diplomat. Han efterträdde Muhammad al-Orabi som Egyptens utrikesminister i juli 2011.
Bytet av utrikesminister kom efter att demonstranterna i Kairo hade krävt al-Orabis avgång. Amr arbetade på Världsbanken innan han tillträdde som utrikesminister. Han har också tjänstgjort som Egyptens ambassadör i Saudiarabien.